# ジェマイティヤ人
ジェマイティヤ人 (Samogitian: Žemaitē, リトアニア語: Žemaičiai, Latvian: Žemaiši, Sl. Zhmud)またはサモギティア人（英語: Samogitians） はリトアニアのジェマイティヤに住むリトアニア人のサブグループ。リトアニア語の方言サモギティア語を話す者が多い。
政治的には「ジェマイティヤ人」は民族として認められていないが、2011年の国勢調査では2169人（その53.9％はテルシェイ郡在住）が自らをジェマイティヤ人としていた。

## 歴史
ジェマイティヤ人は西リトアニアに住み、ゼムガレ人やクール人との関係が深かった。1413年、彼らはキリスト教に改宗したが、それまでジェマイティヤ人はヨーロッパでキリスト教を受容していない最後の民族だった。1857年の時点で、41万8824人がジェマイティヤ人にルーツを持っており、1897年のコヴノ県では44万4921人がサモギティア語を母語としていた。現在、リトアニア政府はジェマイティヤ人を民族として認めていないため、パスポートにもジェマイティヤ人と書くことはできない。ロシアの民族リストには、ロシアで1人が自らをジェマイティヤ人（жемайты）と自己規定していることになっている。

## 外名

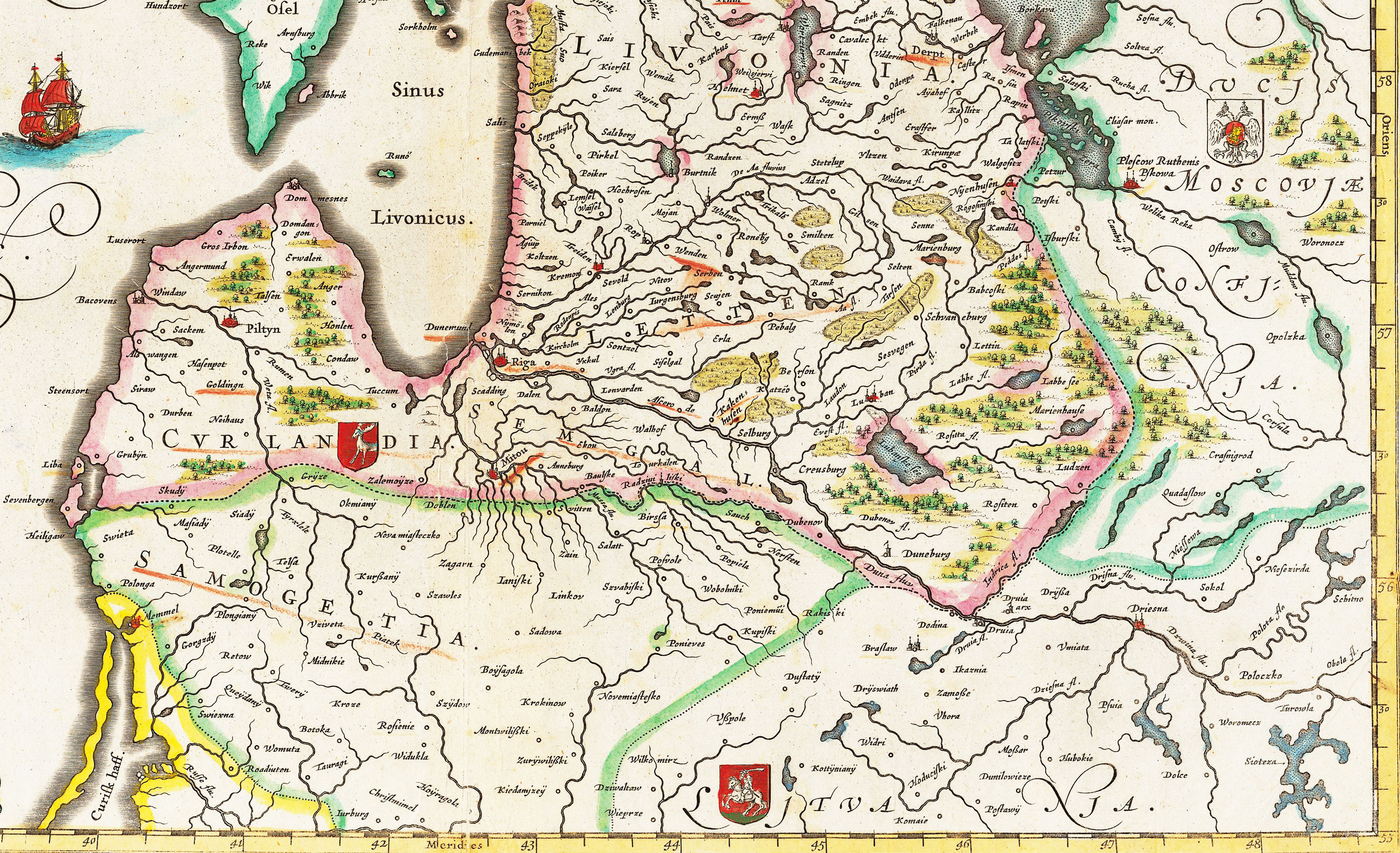
17世紀のジェマイティヤ

「ジェマイティヤ」はラテン語読みのSamogitiaをもとにサモギティアもしくはそれに類する言葉で呼ばれることがあるが、同様に「ジェマイティヤ人」もŽemaitēという自称にかかわらず各国で用いられる外名が異なる。
| 言語           | ジェマイティヤ | ジェマイティヤ人 |
| -------------- | -------------- | ---------------- |
| サモギティア語 | Žemaitėjė      | žemaitē          |
| リトアニア語   | Žemaitija      | žemaičiai        |
| ベラルーシ語   | Жамойць        | жамойць          |
| エストニア語   | Žemaitija      | Žemaidid         |
| オランダ語     | Samogitië      | Samogitiërs      |
| フランス語     | Samogitie      | samogitiens      |
| ドイツ語       | Schameiten     | Schameiten       |
| イタリア語     | Samogizia      | samogizi         |
| ラトビア語     | Žemaitija      | žemaiši          |
| ポーランド語   | Żmudź          | Żmudzini         |
| ポルトガル語   | Samogícia      | samogícios       |
| ロシア語       | Жемайтия       | жемайты          |
| スペイン語     | Samogitia      | samogitios       |
| スウェーデン語 | Samogitien     | Samogitier       |